# Kenneth Ross MacKenzie
Kenneth Ross MacKenzie (Portland, 15 de junho de 1912 — Los Angeles, 4 de julho de 2002) foi um físico estado-unidense, co-descobridor do elemento químico ástato ao lado de Dale R. Corson e Emilio Segrè, em 1940.